# ترانه‌شناسی تک‌آهنگ‌های بی‌تی‌اس
بی‌تی‌اس، گروه پسرانهٔ اهل کره جنوبی، ۳۸ تک‌آهنگ به عنوان آرتیست اصلی — که سه تا از آنها ساندترک هستند، ۸ تک‌آهنگ به عنوان کار مشترک، ۲ تک‌آهنگ تبلیغاتی و بیش از ۱۰۰ تک‌آهنگ دیگر منتشر کرده‌است.

## به عنوان آرتیست اصلی
| "خیال‌بافی دیگه بسه"                                                   | ۲۰۱۳ | ۱۲۴ | —  | —  | —   | ۸ | ۶  | —  | —  | —  | ۲  | - KOR: 49,068 - JPN: 39,000 - US: 45,000                            | | خیلی خفن برای مدرسه و بیدار شو                                        |
| "ما ضدگلوله‌ایم قسمت ۲"                                                | ۲۰۱۳ | —   | —  | —  | —   | — | —  | —  | —  | —  | —  | —                                                                   | | خیلی خفن برای مدرسه و بیدار شو                                        |
| "ان. او"                                                              | ۲۰۱۳ | ۹۲  | —  | —  | —   | — | —  | —  | —  | —  | —  | - KOR: 42,952                                                       | | اوه! تو هم دیرت شده؟ و بیدار شو                                       |
| "پسر عاشق" (상남자)                                                   | ۲۰۱۴ | ۴۵  | —  | —  | —   | ۴ | ۴  | —  | —  | —  | ۵  | - KOR: 204,742 - JPN: 49,000                                        | | ماجرای عشقی مدرسه و بیدار شو                                          |
| "فقط یک روز" (하루만)                                                 | ۲۰۱۴ | ۱۴۹ | —  | —  | —   | — | —  | —  | —  | —  | ۲۵ | - KOR: 34,803                                                       | | ماجرای عشقی مدرسه                                                     |
| "خطر"                                                                 | ۲۰۱۴ | ۵۸  | —  | —  | —   | ۵ | —  | —  | —  | —  | ۷  | - KOR: 56,577 - JPN: 56,000                                         | | تاریک و وحشی و بیدار شو                                               |
| "جنگ هورمون" (호르몬전쟁)                                             | ۲۰۱۴ | ۱۷۳ | —  | —  | —   | — | —  | —  | —  | —  | ۱۱ | - KOR: 37,393                                                       | | تاریک و وحشی                                                          |
| "به تو نیاز دارم"                                                     | ۲۰۱۵ | ۵   | —  | —  | —   | ۳ | ۴  | —  | —  | —  | ۳  | - KOR: 826,496 - US: 98,000 - JPN: 109,000                          | - آرآی‌ای‌جی: طلا - آرآی‌ای‌جی: نقره | زیباترین لحظه در زندگی، قسمت ۱ و جوانی                                |
| "برای تو"                                                             | ۲۰۱۵ | —   | —  | —  | —   | ۱ | ۱  | —  | —  | —  | —  | - JPN: 84,000                                                       | - آرآی‌ای‌جی: طلا | جوانی                                                                 |
| "عالی" (쩔어)                                                         | ۲۰۱۵ | ۴۴  | —  | —  | —   | — | —  | —  | —  | —  | ۳  | - KOR: 360,349 - US: 100,000                                        | - آرآی‌ای‌جی: نقره | زیباترین لحظه در زندگی، قسمت ۱                                        |
| "بدو"                                                                 | ۲۰۱۵ | ۸   | —  | —  | —   | ۲ | ۲  | —  | —  | —  | ۳  | - KOR: 612,236 - JPN: 136,000                                       | - آرآی‌ای‌جی: طلا | زیباترین لحظه در زندگی، قسمت ۲ و جوانی                                |
| "پایان: همیشه جوان"                                                   | ۲۰۱۶ | ۲۹  | —  | —  | —   | — | —  | —  | —  | —  | ۳  | - KOR: 103,724                                                      | | زیباترین لحظه در زندگی: همیشه جوان                                    |
| "آتش" (불타오르네)                                                    | ۲۰۱۶ | ۷   | ۹۳ | —  | —   | — | ۳۰ | —  | —  | —  | ۱  | - KOR: 856,373 - US: 100,000                                        | | زیباترین لحظه در زندگی: همیشه جوان                                    |
| "نجاتم بده"                                                           | ۲۰۱۶ | ۱۹  | —  | —  | —   | — | —  | —  | —  | —  | ۲  | - KOR: 241,463 - US: 92,000                                         | - آرآی‌ای‌جی: نقره | زیباترین لحظه در زندگی: همیشه جوان                                    |
| "خون عرق و اشک‌ها" (피 땀 눈물)                                        | ۲۰۱۶ | ۱   | ۷۷ | —  | ۸۶  | — | ۱۸ | —  | —  | —  | ۱  | - KOR: 2,500,000 - US: 97,000                                       | - آرآی‌ای‌جی: نقره | بال‌ها                                                                 |
| "روز بهاری" (봄날)                                                    | ۲۰۱۷ | ۱   | ۲۸ | —  | ۱۰۰ | — | ۳۸ | —  | —  | —  | ۱  | - KOR: 5,000,000 - US: 14,000                                       | - آرآی‌ای‌جی: نقره | هیچوقت تنها نیستی                                                     |
| "امروز نه"                                                            | ۲۰۱۷ | ۶   | —  | —  | ۷۷  | — | ۲۳ | —  | —  | —  | ۱  | - KOR: 258,206 - US: 12,000                                         | - آرآی‌ای‌جی: نقره | هیچوقت تنها نیستی                                                     |
| "دی‌ان‌ای"                                                              | ۲۰۱۷ | ۲   | ۱  | ۹۹ | ۴۷  | — | ۵  | —  | ۹۰ | ۶۷ | ۱  | - KOR: 2,500,000 - US: 96,000                                       | - ای‌آرآی‌ای: طلا - بی‌پی‌آی: نقره - آرآی‌ای‌ای: طلا - آرآی‌ای‌جی: پلاتین                                                                       | عاشق خودت باش: او                                                     |
| "مایک دراپ" (استیو آئوکی ریمیکس) (با همکاری دیزاینر)                  | ۲۰۱۷ | 23  | ۶۳ | ۵۰ | ۳۷  | — | —  | —  | ۴۶ | ۲۸ | ۱  | - KOR: 80,550 - US: 186,000                                         | - ای‌آرآی‌ای: طلا - بی‌پی‌آی: نقره - آرآی‌ای‌ای: پلاتین                                                                                       | عاشق خودت باش: پاسخ                                                   |
| "ترکم نکن"                                                            | ۲۰۱۸ | —   | —  | —  | —   | — | ۱۰ | —  | —  | —  | ۱  | - JPN: 4,611 (Dig.) - US: 9,000                                     | | با خودت مواجه شو و اواس‌تی سیگنال                                      |
| "عشق دروغین"                                                          | ۲۰۱۸ | ۱   | ۱  | ۳۶ | ۲۲  | — | ۵  | ۳۵ | ۴۲ | ۱۰ | ۱  | - KOR: 2,500,000 - US: 105,000                                      | - کی‌ام‌سی‌ای: پلاتین - ای‌آرآی‌ای: طلا - بی‌پی‌آی: نقره - آرآی‌ای‌ای: طلا                                                                       | عاشق خودت باش: اشک                                                    |
| "آیدل" (سولو یا با همکاری نیکی میناژ)                                 | ۲۰۱۸ | 1   | 1  | 35 | 5   | — | ۱۱ | —  | ۲۱ | ۱۱ | ۱  | - KOR: 2,500,000                                                    | - کی‌ام‌سی‌ای: پلاتین - ای‌آرآی‌ای: طلا - آرآی‌ای‌ای: پلاتین - آرآی‌ای‌جی: طلا                                                                   | عاشق خودت باش: پاسخ                                                   |
| "پسری با عشق" (작은 것들을 위한 시) (با همکاری هالزی)                 | ۲۰۱۹ | ۱   | ۱  | ۱۰ | ۷   | — | ۷  | ۱۲ | ۱۳ | ۸  | ۱  | - KOR: 2,500,000 - AUS: 2,825 - US: 81,000                          | - کی‌ام‌سی‌ای: ۲× پلاتین - کی‌ام‌سی‌ای: پلاتین - ای‌آرآی‌ای: پلاتین - بی‌پی‌آی: نقره - ام‌سی: گلد - آرآی‌ای‌ای: پلاتین - آرآی‌ای‌جی: پلاتین            | نقشه روح: پرسونا                                                      |
| "دریم گلو" (همراه چارلی ایکس‌سی‌ایکس)                                   | ۲۰۱۹ | ۷۵  | ۷۴ | ۷۷ | —   | — | —  | —  | ۶۱ | —  | ۱  | - CHN: 304,535                                                      | | جهان بی‌تی‌اس                                                           |
| "برند روز نو" (همراه زارا لارسن)                                      | ۲۰۱۹ | ۱۰۳ | ۹۳ | —  | —   | — | —  | —  | —  | —  | ۱  | - CHN: 233,859                                                      | | جهان بی‌تی‌اس                                                           |
| "تمام شب" (همراه جوس ورلد)                                            | ۲۰۱۹ | ۱۰۲ | ۹۲ | —  | —   | — | —  | —  | —  | —  | ۱  | - CHN: 187,826                                                      | | جهان بی‌تی‌اس                                                           |
| "ضربان قلب"                                                           | ۲۰۱۹ | ۶۲  | ۲  | —  | ۸۳  | — | —  | —  | —  | —  | ۱  |                                                                     | | جهان بی‌تی‌اس                                                           |
| "درستش کن" (با همکاری لو)                                             | ۲۰۱۹ | ۸۰  | ۳  | ۵۳ | ۶۵  | — | —  | —  | —  | ۷۶ | ۱  | - CHN: 295,094                                                      | - ای‌آرآی‌ای: طلا | تک‌آهنگ بدون آلبوم                                                     |
| "قوی سیاه"                                                            | ۲۰۲۰ | ۷   | ۴  | ۸۷ | ۶۳  | — | ۳۱ | —  | ۴۶ | ۵۷ | ۱  | - CHN: 344,400 - US: 24,000                                         | - ژاپن: نقره | نقشه روح: ۷                                                           |
| "ادامه"                                                               | ۲۰۲۰ | ۱   | ۱  | ۲۹ | ۱۸  | — | ۸  | —  | ۲۱ | ۴  | ۱  | - US: 86,000                                                        | - کی‌ام‌سی‌ای: پلاتین - ای‌آرآی‌ای: طلا - آرآی‌ای‌جی: طلا                                                                                      | نقشه روح: ۷                                                           |
| "باارزش بمان"                                                         | ۲۰۲۰ | —   | —  | —  | —   | — | ۱۲ | —  | —  | —  | ۱  | - CHN: 317,633 - JPN: 24,651 (Dig.) - US: 10,000                    | - آرآی‌ای‌جی: پلاتین | نقشه روح: ۷ – سفر و Spiral Labyrinth – DNA Forensic Investigation OST |
| "چشمات واقعیت رو میگن"                                                | ۲۰۲۰ | —   | —  | —  | —   | — | ۸  | —  | —  | —  | ۱  | - JPN: 17,223 (Dig.) - US: 8,000                                    | - آرآی‌ای‌جی: طلا | نقشه روح: ۷ – سفر و چشمات واقعیت رو میگن اواس‌تی                       |
| "دینامیت"                                                             | ۲۰۲۰ | ۱   | ۱  | ۲  | ۲   | — | ۲  | ۴  | ۳  | ۱  | —  | - CHN: 1,152,112 - JPN: 250,737 (Dig.) - UK: 22,000 - US: 1,568,000 | - کی‌ام‌سی‌ای: ۲×پلاتین - ای‌آرآی‌ای: ۲× پلاتین - بی‌پی‌آی: پلاتین - آرآی‌ای‌ای: ۳× پلاتین - آرآی‌ای‌جی: پلاتین - آرآی‌ای‌جی: طلا - آرام‌ان‌زد: پلاتین | بودن                                                                  |
| "زندگی ادامه دارد"                                                    | ۲۰۲۰ | ۳   | ۲  | ۲۷ | ۸   | — | ۱۰ | ۳۳ | ۱۰ | ۱  | ۱  | - US: 150,000                                                       | - آرآی‌ای‌ای: طلا - آرآی‌ای‌جی: طلا | بودن                                                                  |
| "فیلم اوت"                                                            | ۲۰۲۱ | —   | —  | —  | ۷۹  | — | ۲  | —  | ۷۳ | ۸۱ | ۱  | - JPN: 54,266 (Dig.)                                                | - آرآی‌ای‌جی: طلا | اواس‌تی سیگنال و بی‌تی‌اس، بهترین                                        |
| "کره"                                                                 | ۲۰۲۱ | ۱   | ۱  | ۶  | ۲   | — | ۱  | ۶  | ۳  | ۱  | —  | - CHN: 439,856 - JPN: 196,980 (Dig.) - US: 1,890,000                | - بی‌پی‌آی: نقره - آرآی‌ای‌جی: طلا - آرآی‌ای‌جی: پلاتین - آرآی‌ای‌ای: ۲× پلاتین                                                                 | تک‌آهنگ بدون آلبوم                                                     |
| "اجازه رقص"                                                           | ۲۰۲۱ | ۲   | ۱  | ۶  | ۱۰  | — | ۱  | ۸  | ۱۶ | ۱  | —  | - JPN: 115,068 (Dig.) - US: 404,000                                 | - آرآی‌ای‌جی: طلا - آرآی‌ای‌جی: پلاتین | تک‌آهنگ بدون آلبوم                                                     |
| "جهان من" (همراه کلدپلی)                                              | ۲۰۲۱ | ۲   | —  | ۷  | ۹   | — | ۳  | ۱۹ | ۳  | ۱  | —  | - JPN: 21,151 - US: 287,000                                         | - ام‌سی: طلا | موسیقی کیهانی                                                         |
| ژاپنی                                                                 |      |     |    |    |     |   |    |    |    |    |    |                                                                     | |                                                                       |
| «چی، آسه، نامیدا» (血、汗、涙)                                        | ۲۰۱۷ | —   | —  | —  | —   | ۱ | ۱  | —  | —  | —  | —  | - JPN: 273,000                                                      | - آرآی‌ای‌جی: پلاتین | با خودت مواجه شو                                                      |
| «مایک دراپ»                                                           | ۲۰۱۷ | —   | —  | —  | —   | ۱ | ۱  | —  | —  | —  | —  | - JPN: 401,000                                                      | - آرآی‌ای‌جی: ۲× پلاتین | با خودت مواجه شو                                                      |
| «دی‌ان‌ای»                                                              | ۲۰۱۷ | —   | —  | —  | —   | ۱ | ۱۰ | —  | —  | —  | —  | - JPN: 401,000                                                      | - آرآی‌ای‌جی: ۲× پلاتین | با خودت مواجه شو                                                      |
| «برف کریستالی»                                                        | ۲۰۱۷ | —   | —  | —  | —   | ۱ | ۱۹ | —  | —  | —  | —  | - JPN: 401,000                                                      | - آرآی‌ای‌جی: ۲× پلاتین | با خودت مواجه شو                                                      |
| «عشق دروغین»                                                          | ۲۰۱۸ | —   | —  | —  | —   | ۱ | ۱  | —  | —  | —  | —  | - JPN: 481,000                                                      | - آرآی‌ای‌جی: ۲× پلاتین | نقشه روح: ۷ ~ سفر ~                                                   |
| «هواپیما قسمت ۲»                                                      | ۲۰۱۸ | —   | —  | —  | —   | ۱ | ۲۵ | —  | —  | —  | —  | - JPN: 481,000                                                      | - آرآی‌ای‌جی: ۲× پلاتین | نقشه روح: ۷ ~ سفر ~                                                   |
| «نورها»                                                               | ۲۰۱۹ | —   | —  | —  | —   | ۱ | ۱  | —  | —  | —  | ۱  | - JPN: 765,997                                                      | - آرآی‌ای‌جی: میلیون | نقشه روح: ۷ ~ سفر ~                                                   |
| «پسری با عشق»                                                         | ۲۰۱۹ | —   | —  | —  | —   | ۱ | ۱۷ | —  | —  | —  | —  | - JPN: 765,997                                                      | - آرآی‌ای‌جی: میلیون - آرآی‌ای‌جی: نقره | نقشه روح: ۷ ~ سفر ~                                                   |
| «—» بیانگر ضبط شده‌ای است که در قلمروی آن جدول نبوده یا منتشر نشده‌است. |      |     |    |    |     |   |    |    |    |    |    |                                                                     | |                                                                       |